# Sol León
Sol León (Córdoba) es una bailarina y coreógrafa española, Premio Nacional de Danza 2021 en la modalidad de creación.

## Trayectoria
Sol León estudió en la escuela del Ballet Nacional en Madrid. En 1987 entró a formar parte de la compañía Nederlands Dans Theater de La Haya, en la que intervino como bailarina  en muchas creaciones de reconocidos coreógrafos entre ellos Jiří Kylián, Hans van Manen y Mats Ek. En 2003 se retiró como intérprete pero sigue trabajando para la compañía holandesa  donde ha creado más de cuarenta trabajos como Silent Screen (2005) y Skipping over damaged area (2011).
Las coreografías  de Sol León han recibido innumerables premios y reconocimientos, entre ellos el Benois de la Danse en 2005, por su creación  Signing Off (2003). En 2021 obtuvo el Premio Nacional de la Danza en la modalidad de creación. El jurado destacó en la concesión del galardón su "brillante trayectoria como creadora, su originalidad y su apuesta por la innovación en los lenguajes contemporáneos".